# CreekWater
CreekWater — дебютний студійний альбом американського репера Yelawolf, виданий 23 червня 2005 р. Всі пісні спродюсував Вейн Буш на Brainiack Productions.

## Тексти
«G.A.D.» присвячено Алабамі та рідному місту артиста Ґадсдену. У «Bible Belt» йдеться про проблеми Біблійського поясу, реґіону, де важливу роль відіграє євангелійський протестантизм. У «Makeup» Yelawolf згадує своє минуле, як він кинув школу, мав часті суїцидальні думки й переборов труднощі завдяки матері та музиці.

## Обкладинка
Обкладинка платівки є картиною, намальованою фарбами, на якій виконавець читає реп у сірому гуді в жаб'ячій перспективі. Ззаду на блакитному небі у верхній частині картини можна помітити білі написи «Yela Wolf» та «CreekWater».

## Список пісень
| №  | Назва                       | Запрошені гості                    | Тривалість |
| -- | --------------------------- | ---------------------------------- | ---------- |
| 1  | «Intro»                     | Lil Jamie, Omar Cunningham         | 4:18       |
| 2  | «CreekWater»                |                                    | 4:17       |
| 3  | «G.A.D.»                    | Big Henry, Shawty Fatt             | 4:22       |
| 4  | «FITZ' Spoken Word»         | FITZ                               | 1:04       |
| 5  | «Won't Stop»                |                                    | 4:33       |
| 6  | «Dare He Go»                |                                    | 4:16       |
| 7  | «Makeup»                    |                                    | 3:55       |
| 8  | «Pickin' Shrooms Interlude» |                                    | 0:55       |
| 9  | «Breathe»                   | Ben Hameem, Fly Friday, Grip Plyaz | 4:10       |
| 10 | «Ride Down the Highway»     | Ben Hameem                         | 3:58       |
| 11 | «Bible Belt»                |                                    | 4:18       |
| 12 | «Salik's Spoken Word»       | Salik                              | 1:12       |
| 13 | «Sleeping Beauty»           |                                    | 5:13       |
| 14 | «Fifty»                     | Grip Plyaz                         | 3:50       |
| 15 | «Soul Everyday»             | Ben Hameem                         | 5:06       |
| 16 | «It Ain’t Over»             |                                    | 4:28       |